# Chinguetti (departement)
Chinguetti är ett departement i Mauretanien.   Det ligger i regionen Adrar, i den centrala delen av landet, 800 km öster om huvudstaden Nouakchott.